# Jan Mandyn
Jan Mandijn ou Mandyn, né en 1500-1502 à Haarlem, mort en 1559-1560 à Anvers, est un peintre maniériste flamand de la Renaissance.

## Biographie
Jan Mandyn s’établit dès 1530 à Anvers. Il fait partie d'un groupe de peintres anversois, imitateurs de Jérôme Bosch, parmi lesquels on trouve aussi Pieter Huys, Herri Met de Bles et Pieter Aertsen, à avoir continué la tradition de la peinture fantastique qui a conduit au maniérisme du Nord.
Ses Tentation de saint Antoine (v. 1530) et La vie de saint Eustache (1552) sont les seules peintures qui lui sont attribuées avec certitude. Bien qu'il puise dans le fond fantastique de Jérôme Bosch, ses compositions sont plus amusantes que torturées. La manière réaliste avec laquelle il peint ses paysages, ainsi que ses coups de pinceaux, souples et larges, le distinguent parmi les peintres maniéristes flamands. Sa popularité émane principalement d’Espagne et ses toiles étaient clairement destinées au marché espagnol. On lui a parfois attribué des œuvres du Maître du Fils Prodigue et du Maître de Paul et Barnabé. 
Mandijn est originaire de Haarlem, mais dans les années 1530, il est déjà établi comme maître à Anvers, où Gillis Mostaert et Bartholomeus Spranger figurent au nombre de ses étudiants.

## Peintures

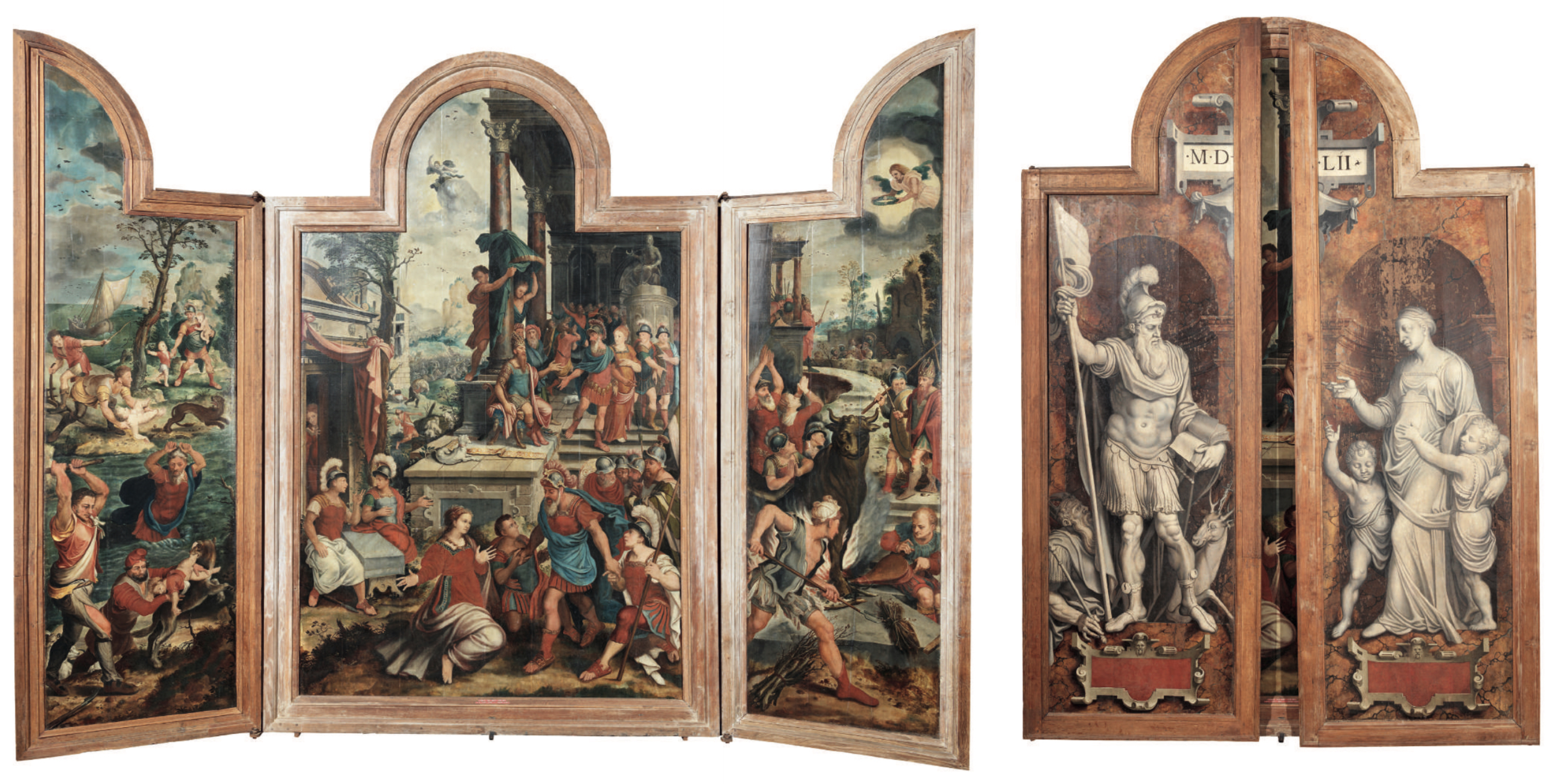
La vie de saint Eustache, 1552. Zichem, Église Saint-Eustache

- Les Tentations de saint Antoine (v. 1530), huile sur bois, 61,5 × 83,5 cm, Leuven, M Museum
- La Tentation de saint Christophe (v. 1530-40), huile sur bois, 142,5 × 179, Munich, Alte Pinakothek
- La vie de saint Eustache (1552), triptyque, huile sur bois, ca. 319 x 201 cm (panneau central), ca. 320 x 90 cm (volets), Zichem, Église Saint-Eustache
- La Montée au Calvaire, tableau d'un suiveur de Bosch conservé au musée Mayer van den Bergh à Anvers, a longtemps été attribué à Mandyn sur la base d'un prétendu monogramme. Cette attribution a notamment été réfutée par le BRCP en 2010.